# مسجد كامبونج سيردانغ
مسجد كامبونج سيردانغ أحد مساجد بروناي .

## الموقع
يقع المسجد في كامبونج سيردانغ، التي تبعد حوالي أحد عشر كيلومتر من مدينة بندر سري بكاوان عاصمة بروناي .

## البناء
تم البدء في بناء مسجد كامبونج سيردانغ في يوم السادس والعشرين من شهر أغسطس من عام 1995، وتم الانتهاء من بنائه في يوم الثاني والعشرين من شهر أغسطس من عام 1996، مع نفقات مالية انشائية قدرة بمبلغ 3,641،290.00 دولار.

## استيعاب المسجد
قدرة مسجد كامبونج سيردانغ الاستيعابية تبلغ حوالي 1,000 مصلي في وقت واحد، ومن بين التسهيلات المتاحة في المسجد وجود غرفة مخصصة كمكتبة تحتوي على العديد من الكتب، بالإضافة لوجود قاعات اجتماعات.

## وصلات خارجية
- موقع مسجد كامبونج سيردانغ على الخريطة